# Oberlungwitz
Oberlungwitz è una città di 5 827 abitanti della Sassonia, in Germania.
Appartiene al circondario (Landkreis) di Zwickau (targa Z).